# کارلو چکی
کارلو چکی (ایتالیایی: Carlo Cecchi؛ زادهٔ ۲۵ ژانویهٔ ۱۹۳۹) بازیگر اهل ایتالیا است.
از فیلم‌هایی که وی در آن نقش داشته‌است، می‌توان به عسل، ماه سرخ، ویولن قرمز، لو مان، ابریشم، حمام، سوارکار روی بام، زیبایی ربوده‌شده و مارتین ایدن اشاره کرد.